# Jorovod

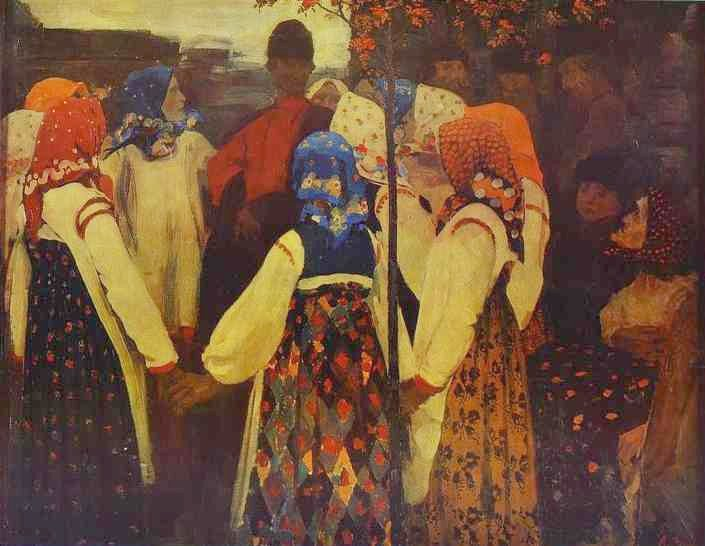
Andréi Riábushkin. Un joven irrumpiendo en el jorovod de las chicas, pintura de 1902.

Un jorovod (del ruso: хоровод), en ucraniano: танок, en bielorruso: карагод karaˈɣot, en polaco: korowód, nombre derivado del eslavo jor, círculo solar, y vodit, conducir. Es el baile ruso de ronda más antiguo, siendo su origen de procedencia pagana, resultado de una ceremonia de adoración al dios eslavo Yaril. Arte que combina la danza circular y un coro cantando, similar a los bailes de Corea o de la Antigua Grecia. Tradicionalmente se baila en los días festivos en las plazas públicas, donde las jóvenes empiezan a bailar, a las que poco a poco se irán sumando los jóvenes, originando así una festividad popular, los detalles de la misma varian de región en región.